# Bulgnéville
Bulgnéville là một xã, nằm ở tỉnh Vosges trong vùng Grand Est của Pháp. Xã này có diện tích 13,33 km², dân số năm 1999 là 1286 người. Xã này nằm ở khu vực có độ cao trung bình 247 m trên mực nước biển.
Dân địa phương tiếng Pháp gọi là Bulgnévillois.

## Biến động dân số
| Năm | 1962 | 1968 | 1975  | 1982  | 1990  | 1999  | 2005  |
| --- | ---- | ---- | ----- | ----- | ----- | ----- | ----- |
| Dân số | 880  | 995  | 1 128 | 1 220 | 1 260 | 1 286 | 1 284 |
| From the year 1962 on: No double counting—residents of multiple communes (e.g. students and military personnel) are counted only once. |      |      |       |       |       |       |       |